# Totalschaden (singel)
Totalschaden – utwór promujący album niemieckiego rapera Tony D o tym samym tytule. Został do niego nakręcony klip, w którym można zobaczyć członków Aggro Berlin.